# 2010年冬季残疾人奥林匹克运动会白俄罗斯代表团
2010年冬季残疾人奥林匹克运动会白俄罗斯代表团是白俄罗斯派出的2010年冬季残疾人奥林匹克运动会代表团。获得2枚金牌和7枚铜牌。